# James Holding
James Holding, né le 27 avril 1907 à Ben Avon, en Pennsylvanie, et mort le 29 mars 1997 à Pittsburgh, en Pennsylvanie, est un écrivain américain, auteur de roman policier et nouvelle.

## Biographie
Il fait des études à l'université Yale en 1928, puis travaille comme publicitaire jusqu'en 1968.
Dans les années 1940, il écrit des livres pour la jeunesse qu'il signe avec l'accord d'Ellery Queen sous le pseudonyme Ellery Queen Jr.. Puis, il devient un auteur prolifique de nouvelles de littérature policière. En 1960, il publie sa première nouvelle Le Trésor de Pachacamac (The Treasure of Pachacamac).
Il écrit quelques nouvelles qui sont des pastiches de celles d'Ellery Queen et qui mettent en scène les romanciers fictifs King Danforth et Martin Leroy. Il écrit trois autres séries : celle consacrée au Lieutenant Randall, un policier à Doncon, celle où le héros est le tueur à gages Manuel Andradas, surnommé Le Photographe, et enfin celle où le héros, Hal Johnson, est un détective spécialisé dans la recherche d'incunables ou de livres volés dans des bibliothèques publiques ou dont la date de prêt est échue depuis longtemps.
La plus grande partie des nouvelles de James Holding n'a toutefois aucun héros récurrent, notamment Un bon prix pour un tableau (A Decent Price For a Painting, 1982), une nouvelle nommée pour l'obtention du Prix Edgar-Allan-Poe en 1983.
À partir de 1962, et sous son patronyme, l'auteur signe plusieurs romans et recueils de nouvelles de littérature d'enfance et de jeunesse, dont plusieurs appartiennent au genre policier.

## Œuvre

### Nouvelles signées James Holding

#### SérieMartin Leroy et King Danforth
- The Norwegian Apple Mystery (1960) Publié en français sous le titre Le Mystère norvégien, Éditions OPTA, Mystère magazine no 230 (mars 1967)
- The African Fish Mystery (1961)
- The Italian Tile Mystery (1961)
- The Hong Kong Jewel Mystery (1963)
- The Zanzibar Shirt Mystery (1963)
- The Tahitian Powder Box Mystery (1964)
- The Japanese Card Mystery (1965)
- The New Zealand Bird Mystery (1967) Publié en français sous le titre Le Mystère de l'oiseau néo-zélandais, Éditions OPTA, Mystère magazine no 246 (juillet 1968)
- The Philippine Key Mystery (1968)
- The Borneo Snapshot Mystery (1972) Publié en français sous le titre Photo mystère, Éditions OPTA, Mystère magazine no 299 (janvier 1973)

#### SérieLieutenant Randall
- The Vapor Clue (1961)
- The Sunburned Fisherman (1964) Publié en français sous le titre La Mort du pêcheur, Éditions OPTA, Alfred Hitchcock magazine no 91 (décembre 1968)
- The Misopedist (1968) Publié en français sous le titre Le Pédophobe, dans l'anthologie Histoires à faire pâlir la nuit, Pocket, coll. « Presses-Pocket » no 2362 (1985)  (ISBN 2-266-01611-3)

#### SérieManuel Andradas
- A Question of Ethics (1960) Publié en français sous le titre Question d'éthique, dans l'anthologie Histoires percutantes, Pocket, coll. « Presses-Pocket » no 2114 (1983)  (ISBN 2-266-01309-2)
- The Photographer and the Undertaker (1962) Publié en français sous le titre Le Photographe et le Croque-mort, Éditions OPTA, Mystère magazine no 186 (juillet 1963)
- The Photographer and the Policeman (1964) Publié en français sous le titre Le Photographe et le Policier, Éditions OPTA, Mystère magazine no 215 (décembre 1965)
- The Photographer and the Jeweler (1966)
- The Photographer and the Professor (1966) Publié en français sous le titre Le Photographe et le Professeur, Éditions OPTA, Mystère magazine no 231 (avril 1967)
- The Photographer and the Columnist (1967) Publié en français sous le titre Le Photographe et le Journaliste, Éditions OPTA, Mystère magazine no 238 (novembre 1967)
- The Photographer and the Servant Problem (1970) Publié en français sous le titre Le Photographe et le Maître d'hôtel, Éditions OPTA, Mystère magazine no 276 (février 1971)
- The Photograph and the Artist (1973) Publié en français sous le titre Le Photographe et l'Artiste peintre, Éditions OPTA, Mystère magazine no 308 (octobre 1973)
- The Photographer and the Butcher (1973)
- The Photographer and the Jockey (1974)
- The Photographer: Lisbon Assignment (1976)
- The Photographer and the Unknown Victim (1977)
- The Photographer and the B.L.P. (1978)
- The Photographer and the Arsonist (1980)
- The Photographer and the Letter (1982)
- The Photographer and the Final Payment (1982)
- The Photographer and the Sailor (1984)

#### SérieHal Johnson
- Library Fuzz (1972)
- More Than a Mere Storybook (1973)
- The Bookmark (1973), le lieutenant Randall fait une apparition dans cette nouvelle Publié en français sous le titre Le Signet, Éditions OPTA, Mystère magazine no 331 (septembre 1975)
- The Elusive Mrs. Stout (1974)
- Still a Cop (1975)
- The Mutilated Scholar (1976)
- The Young Runners (1978)
- The Reward (1980)
- The Book Clue (1984)

#### Autres nouvelles
- The Treasure of Pachacamac (1960) Publié en français sous le titre Le Trésor de Pachacamac, Éditions OPTA, Mystère magazine no 171 (avril 1962)
- An Accident in Honiora (1960) Publié en français sous le titre Les Requins de Guadalcanal, Éditions OPTA, Alfred Hitchcock magazine no 52 (août 1965)
- Go to Sleep, Darling (1960) Publié en français sous le titre Dors, ma chérie, Éditions OPTA, Alfred Hitchcock magazine no 29 (septembre 1963)
- The Lipstick Explosion (1960)
- Silent Partner (1961)
- You Can't Be Too Careful (1961) Publié en français sous le titre Déconfiture, Éditions OPTA, Alfred Hitchcock magazine no 27 (juillet 1963)
- The Sapphire That Dissapeared (1961) Publié en français sous le titre Un saphir n'est jamais perdu, Éditions OPTA, Alfred Hitchcock magazine no 17 (septembre 1962)
- Murder's No Bargain (1961)
- Cotton Cloak, Wood Dagger (1961) Publié en français sous le titre Le Cambrioleur de la télé, Éditions OPTA, Alfred Hitchcock magazine no 15 (juillet 1962), réédition dans l'anthologie Histoires médusantes, LGF, coll. « Le Livre de poche » no 6632 (1989)  (ISBN 2-253-04979-4)
- No Whitewash for the Doctor (1961)
- The Stolen Masterpiece (1961)
- Once Upon a Bank Floor... (1961) Publié en français sous le titre Derrière les stores baissés, Éditions OPTA, Alfred Hitchcock magazine no 32 (décembre 1963)
- Where Is thy Sting? (1961) Publié en français sous le titre Le Piquant de l'histoire, Éditions OPTA, Alfred Hitchcock magazine no 9 (novembre 1962)
- Diagnosis : Death (1961) Publié en français sous le titre Le Traitement, Librairie Arthème Fayard, Le Saint détective magazine no 81 (novembre 1961)
- Death in New Zealand (1961)
- Soft Angel of Mayhem! (1962)
- Do-It-Yourself Escape Kit (1962) Publié en français sous le titre La Trousse d'évasion, Éditions OPTA, Mystère magazine no 199 (août 1964)
- Mexico, With Money (1962) Publié en français sous le titre En route pour Mexico, Éditions OPTA, Alfred Hitchcock magazine no 20 (décembre 1962)
- Those Cunning Florentines (1962) Publié en français sous le titre Ces diables de Florentins, Éditions OPTA, Alfred Hitchcock magazine no 41 (septembre 1964), réédition dans l'anthologie Histoires troublantes, LGF, coll. « Le Livre de poche » no 3008 (1988)  (ISBN 2-253-04813-5)
- The Lost Leopard (1962)
- Cop Killer (1962)
- Variation on a Theme (1963)
- A Mishap in Venice (1963)
- The Inquisitive Butcher of Nice (1963)
- Murder of anUnknown Man (1963)
- Set 'Em Up in the Other Alley (1963)
- An Exercise in Insurance (1964)
- Miranda's Lucky Punch (1964) Publié en français sous le titre La Main heureuse, Éditions OPTA, Alfred Hitchcock magazine no 55 (novembre 1965)
- The Spook Goes West (1964)
- Contraband (1964) Publié en français sous le titre Contrebande à Naples, Éditions OPTA, Alfred Hitchcock magazine no 74 (juin 1967), réédition sous le titre Contrebande dans l'anthologie Histoires à faire peur, Pocket, coll. « Presses-Pocket » no 2369 (1987)  (ISBN 2-266-02019-6)
- Live and Let Live (1965)
- Career Man (1965) Publié en français sous le titre Une belle carrière, Éditions OPTA, Alfred Hitchcock magazine no 61 (mai 1966)
- Let the Credit Go (1965)
- Who Steals My Purse (1965)
- A Turn to the Right (1965) Publié en français sous le titre La Tête qui tourne, Éditions OPTA, Alfred Hitchcock magazine no 99 (août 1969)
- Death of e Dream (1966)
- Monkey King (1966) Publié en français sous le titre La Demeure du singe vert, dans l'anthologie Histoires ténébreuses, Pocket, coll. « Presses-Pocket » no 2821 (1987)  (ISBN 2-266-02077-3)
- The Proposal (1966)
- Grounds for Divorce (1966)
- Suicide Clause (1966)
- A Felony in the Family (1966)
- Fly Away Home (1966)
- No Hiding Place (1966)
- The Toothpick Murder (1966)
- The Woman Who Loved Children (1966)
- The Moonlighter (1966) Publié en français sous le titre Faux, faux, faux, Éditions OPTA, Alfred Hitchcock magazine no 73 (mai 1967), réédition dans l'anthologie Histoires à faire froid dans le dos, Pocket, coll. « Presses-Pocket » no 2115 (1983)  (ISBN 2-266-01322-X)
- A Padlock for Charlie Draper (1967) Publié en français sous le titre Un cadenas pour Charlie, Éditions OPTA, Alfred Hitchcock magazine no 109 (juin 1970), réédition sous le titre La Méthode à Charlie dans l'anthologie Histoires à faire dresser les cheveux sur la tête, Pocket, coll. « Presses-Pocket » no 2120 (1985)  (ISBN 2-266-01489-7)
- Second Talent (1968)
- Lesson One (1968)
- The Dream-Destruction Syndrome (1968) Publié en français sous le titre Le Rêve réalisé, dans l'anthologie Histoires explosives, LGF, coll. « Le Livre de poche » no 6786 (1990)  (ISBN 2-253-05338-4)
- A Steal at the Price (1969)
- The Dutiful Rookie (1969)
- A Case of Brotherly Love (1970)
- Cause for Alarm (1970)
- Just What the Doctor Ordered (1970)
- Test Run (1970)
- Wild Mink (1970)
- The Consultant (1970)
- A Good Kid (1971) Publié en français sous le titre Un bon gosse, Éditions OPTA, Anthologie du suspense no 9 (1971), réédition sous le titre Un brave gosse, dans l'anthologie Histoires à risques et périls, LGF, coll. « Le Livre de poche » no 6926 (1991)  (ISBN 2-253-05574-3)
- A Funny Place To Park (1971) Publié en français sous le titre Drôle d'endroit pour se garer, Éditions OPTA, Alfred Hitchcock magazine no 132 (mai 1972), réédition dans l'anthologie Histoires qui virent au noir, Pocket, coll. « Presses-Pocket » no 2367 (1987)  (ISBN 2-266-01883-3)
- Mystery Fan (1971) Publié en français sous le titre Un fidèle lecteur, Éditions OPTA, Mystère magazine no 284 (octobre 1971)
- Conflict of Interest (1971) Publié en français sous le titre Siège 42, Éditions OPTA, Alfred Hitchcock magazine no 131 (avril 1972)
- T'Ang of the Suffering Dragon (1971) Publié en français sous le titre L'Art de chiner en Chine, dans l'anthologie Histoires en rouge et noir, Pocket, coll. « Presses-Pocket » no 2825 (1989)  (ISBN 2-266-02697-6)
- A Man of His Age (1972)
- The Gambler (1972)
- A Homemade Dress (1972)
- Listen to the Dial Tone (1972)
- A Message From Marsha (1972) Publié en français sous le titre À bon entendeur..., dans l'anthologie Histoires à frémir debout, Pocket, coll. « Presses-Pocket » no 2119 (1984)  (ISBN 2-266-01468-4)
- Conversation Piece (1972)
- Hell in a Basket (1972)
- Weak in the Head (1973) Publié en français sous le titre Simple d'esprit, Éditions OPTA, Alfred Hitchcock magazine no 155 (avril 1974)
- The 1861 Twelve (1973)
- The Duty of Every Citizen (1973)
- Hand in Glove (1973) Publié en français sous le titre La Main dans le gant, Éditions OPTA, Alfred Hitchcock magazine no 150 (novembre 1973)
- The Montevideo Squeeze (1973) Publié en français sous le titre Les Taxis de Montevideo, Éditions OPTA, Alfred Hitchcock magazine no 156 (mai 1974)
- Recipe For Murder (1973) Publié en français sous le titre Recette pour meurtre, Éditions OPTA, Alfred Hitchcock magazine no 157 (juin 1974)
- Busman's Holiday (1974) Publié en français sous le titre Des vacances inoubliables, Éditions OPTA, Alfred Hitchcock magazine no 160 (septembre 1974), réédition sous le titre Un envoyé du ciel, dans l'anthologie Histoires à vous rendre tout chose, Pocket, coll. « Presses-Pocket » no 2824 (1988)  (ISBN 2-266-02242-3)
- Triple Play (1974) Publié en français sous le titre Triplé, Éditions OPTA, Alfred Hitchcock magazine no 164 (janvier 1975)
- A Visitor To Mombasa (1971) Publié en français sous le titre Le Visiteur de Mombasa, Éditions OPTA, Alfred Hitchcock magazine no 162 (novembre 1974), réédition dans l'anthologie Histoires de décès décidés, LGF, coll. « Le Livre de poche » no 13798 (1995)  (ISBN 2-253-13798-7)
- Special Delivery (1974) Publié en français sous le titre La Femme en rose, Éditions OPTA, Alfred Hitchcock magazine no décembre 163 (1974)
- Your Money or Your Life (1974)
- The Zamboanga Shuttle (1974)
- Passport to Paradise (1974)
- Border Crossing (1975)
- One Plus One Makes Three (1975)
- Christian Charity (1975)
- A Rope Through His Ear (1975)
- The Fund-Raisers (1975)
- Break-In (1976)
- Is There a Doctor in the House? (1976)
- Beach Party (1976)
- Rediscovery (1976)
- In the Soup (1976)
- The Savonarola Syndrome (1976)
- The Packing Case (1976)
- Hero with a Headache (1976)
- The Blood Tests (1977) Publié en français sous le titre Bon sang ne saurait mentir, dans l'anthologie Histoires d'humour, sévices et morgue, LGF, coll. « Le Livre de poche » no 13500 (1994)  (ISBN 2-253-13500-3)
- Dumb Dude (1977)
- The Henchman Case (1977) Publié en français sous le titre Héritage à la clef, LGF, Alfred Hitchcock magazine 2e série no 2 (octobre 1988), réédition dans l'anthologie Histoires avec pleurs et couronnes, LGF, coll. « Le Livre de poche » no 6943 (1991)  (ISBN 2-253-05615-4)
- The Contract (1977)
- Reason Enough (1977) Publié en français sous le titre Raison suffisante, LGF, Alfred Hitchcock magazine 2e série no 11 (octobre 1989), réédition dans l'anthologie Le Dernier Plagiat, Librairie des Champs-Élysées, coll. « Club des Masques » no 1005 (1992)  (ISBN 2-7024-2272-1)
- Open Till Nine (1978)
- One for the Road (1978)
- The Swap Shop (1978)
- The Baby Bit (1978) Publié en français sous le titre Le Coup du bébé, Femme actuelle no 84 (1986)
- The Honeycomb of Silence (1978)
- Paper Caper (1979)
- The Hummelmeyer Operation (1979) Publié en français sous le titre Opération Hummelmeyer, LGF, Alfred Hitchcock magazine 2e série no 20 (août-septembre 1990)
- The Jack O'Neal Affair (1979) Publié en français sous le titre Le Feu quelque part, LGF, Alfred Hitchcock magazine 2e série no 10 (juin 1989)
- In the Presence of Death (1979)
- Card Sense (1979)
- Half a Loaf (1980)
- Shima Maru (1981)
- Work of Art (1981) Publié en français sous le titre L'Art d'œuvrer LGF, Alfred Hitchcock magazine 2e série no 21 (octobre 1990), réédition dans l'anthologie Un sale tour d'écrou, Librairie des Champs-Élysées, coll. « Club des Masques » no 1015 (1994)  (ISBN 2-7024-8809-9)
- The Only One of Its Kind (1981)
- By Person or Persons Unknown (1981)
- The Search for Tamerlane (1981)
- Portrait in Yellow (1981) Publié en français sous le titre Van Gogh à gogo, LGF, Alfred Hitchcock magazine 2e série no 1 (septembre 1988), réédition dans l'anthologie Tableaux rouges, Éditions Julliard, coll. « La Bibliothèque criminelle » (1990)  (ISBN 2-260-00830-5)
- China Trader (1982)
- A Deal in Rubies (1982)
- Sideswipe (1982)
- A Decent Price For a Painting (1982) Publié en français sous le titre Un bon prix pour un tableau, dans l'anthologie Mystère 88 : Les Dernières Nouvelles du crime, LGF, coll. « Le Livre de poche » no 6502 (1988)  (ISBN 2-253-04676-0)
- Author! Author! (1983)
- First Class All the Way (1983) Publié en français sous le titre Le Fin Boulot, dans l'anthologie Histoires de derniers heurts, LGF, coll. « Le Livre de poche » no 13587 (1994)  (ISBN 2-253-13587-9)
- Never Wake a Sleeping Man (1983)
- A Temporary Bind (1984)
- Phase Four (1984)
- The Grave Robber (1984)
- To His Credit (1987)
- The Final Deadbeat (1988)
- Exit the Dragon (1988) Publié en français sous le titre Le Dragon terrassé, LGF, Alfred Hitchcock magazine 2e no 32 (octobre 1991), réédition dans l'anthologie L'Hôte d'un soir, Librairie des Champs-Élysées, coll. « Club des Masques » no 1021 (1995)  (ISBN 2-7024-8815-3)
- The Bank Job (1988)

#### Nouvelles signées Ellery Queen Jr.
- The Black Dog Mystery (1942) Publié en français sous le titre Le Mystère du chien noir, Nicholson et Watson (1948)
- The Golden Eagle Mystery (1942) Publié en français sous le titre Le Mystère de l'aigle d'or, Nicholson et Watson (1947)
- The Green Turtle Mystery (1942) Publié en français sous le titre Le Mystère de la tortue verte, Nicholson et Watson (1946)
- The Red Chipmunk Mystery (1946)
- The Brown Fox Mystery (1948)
- The White Elephant Mystery (1950)
- The Yellow Cat Mystery (1952)
- The Blue Herring Mystery (1954)
- The Mystery of the Merry Magician (1961) Publié en français sous le titre Les Diamants sous la mer, Deux coqs d'or, coll. « Étoile d'or » (1971)
- The Mystery of the Vanished Victim (1962) Publié en français sous le titre Poursuite en plein ciel, Deux coqs d'or, coll. « Étoile d'or » (1966)

#### Nouvelle signée Clark Carlisle
- Most Surprised Man in the World (1960) Publié en français sous le titre L'Homme le plus surpris du monde, Éditions OPTA, Alfred Hitchcock magazine no 89 (septembre-octobre 1968)

### Ouvrages de littérature d'enfance et de jeunesse

#### Romans
- The Lazy Little Zulu (1963)
- Cato the Kiwi Bird (1963)
- Mr. Moonlight and Omar (1963)
- The Mystery of the False Fingertips (1964)
- Sherlock in Trail (1964)
- The Three Wishes of Hu (1965)
- Poko and the Golden Demon (1968)
- The Robber of Featherbed Lane (1968)
- The Mystery of the Dolphin Inlet (1968)
- A Bottle of Pop (1972)
- The Watchcat (1975)
- The Ugliest Dog in the World (1979)

#### Roman signé du pseudonyme Clark Carlisle
- Bugs Bunny's Carrot Machine (1971)

#### Roman signé du pseudonyme Jay Freeman
- The Country Cousins (1964)

#### Roman signé du pseudonyme Ellery Queen Jr.
- The Purple Bird Mystery (1965)

#### Recueils de nouvelles
- The King's Contest and Other North African Tales (1964)
- The Sky-Eaters and Other South Sea Tales (1966)

## Sources
: document utilisé comme source pour la rédaction de cet article.
- Claude Mesplède (dir.), Dictionnaire des littératures policières, vol. 1 : A - I, Nantes, Joseph K, coll. « Temps noir », 2007, 1054 p. (ISBN 978-2-910-68644-4, OCLC 315873251), p. 985-986
- (en) John M. Reilly (Ed.), Twentieth-Century Crime and Mystery Writers, New York, St. Martin's Press, coll. « Twentieth-century writers of the English language », 1982 (réimpr. 1991), 2e éd., 1568 p. (ISBN 978-0-312-82417-4, OCLC 6688156), p. 463-467